# 李弘真君
李弘，是宗教道教预言中的救世主人物，出现在世界末日，拯救将以某些护身符、惯例和美德来区分的被选中的人。

## 道教文字
汉朝文学中形成了围绕李弘的神话。在道教神咒经文中，他被描绘成一个理想的领袖，在动荡和混乱的时候，他会重新出现来纠正天和地。李弘有时被认为是与他同姓李的老子的化身或转世。

## 叛乱
大量叛乱和暴动围绕着李弘发生并以关于李弘出现的预言令自己合法化。这些在5世纪尤其盛行，一直持续到宋朝。

### 引用
- Bokenkamp, Stephen. . Berkeley: University of California. 1999.
- Robinet, Isabelle; Brooks, Phyllis. . Stanford University Press. 1997.
- Seidel, Anna K. . École française d’Extrême-Orient. 1969 （法语）.
- Wang, Eugene Yuejin. . Seattle: University of Washington. 2005.